# 榆次城隍庙
榆次城隍廟位于山西省晉中市榆次區東大街路北，榆次县衙以东，是一处全國重點文物保護單位。2000年以后，成为榆次老城仿古建筑群中少数保留的文物保护单位之一，逐步成爲影視拍攝外景地。

## 历史
榆次城隍庙创建于元至正二十二年（公元1362年），最初位于北门内。明宣德六年（1431年）迁建于此。成化十二年（1476年）、弘治七年（1494年）扩建。弘治十年（1497年）在正殿之南建玄鉴楼。正德四年（1509年）建山门。嘉靖二年（1523年）建乐楼、戏台，形成目前的规模。

## 建筑
榆次城隍庙坐北朝南，前后三进院落，占地面積約6000餘平方米。绝大部分建筑的屋脊均使用琉璃构件装饰，特别是大量使用琉璃雕花，华丽绚烂。
榆次城隍庙山门面阔五间，歇山顶。山门内为窄院，东西为钟鼓楼，二层歇山顶。
山门内正面，玄鉴楼面阔五间，进深四椽，二层三重檐歇山顶，通高17米。孔雀蓝琉璃屋顶与雕饰极为华美。楼内有三个空心藻井。
紧邻玄鉴楼以北，为乐楼，进深二椽。两座建筑的屋檐之间的间隙不足1米。乐楼的屋顶与玄鉴楼的二层屋檐结合，形成抱厦的效果。
乐楼以北，为面阔一间的过路戏台，单檐卷棚歇山顶。乐楼两侧为歇山顶八字琉璃影壁，明代烧制，与乐楼、玄鉴楼形成回音区。
高大的玄鉴楼与背后的乐楼、戏台，以及乐楼两侧的影壁，形成一组复合建筑，虽为三个历史时期建造，而琉璃屋顶高低错落有致，殿脊巍峨，浑然一体，色彩绚烂，飞檐飘举。1999年，被列入世界文化遗产基金会濒危遗产名录。
正殿显佑殿面阔五间，进深六椽，单檐歇山顶。金柱上置双层斗拱承托梁架，形制特别。
寝殿位于后院。

## 保护
1996年11月20日，榆次城隍庙由中华人民共和国国务院公布为第四批全国重点文物保护单位，编号4-118-
。